# William Reid
Sir William Reid, född 25 april 1791 i Kinglassie, Fifeshire, Skottland, död 31 oktober 1858 i London, var en brittisk meteorolog.
Reid ingick vid 18 års ålder som ingenjör i brittiska armén och tjänade under Arthur Wellesley Wellington i Spanien. Han utnämndes till guvernör på Bermuda 1839, på Barbados 1847 och på Malta 1851. Han blev ledamot av Royal Society i London 1839 och dess vicepresident 1849. Han bemödade sig om att fastställa vindens riktning och styrka i en virvelstorms olika delar för att därigenom lära sjömännen undvika dennas farligaste, centrala område.